# UFC Fight Night
Ultimate Fight Night foi um evento de artes marciais mistas promovido pelo Ultimate Fighting Championship, ocorrido em 6 de agosto de 2005 no Pavillon Cox em Las Vegas, Nevada. O UFC Fight Night é uma espécie de "evento alternativo" aos convencionais do UFC e o primeiro evento foi exibido pela Spike TV.